# Igihàlquides
La dinastia Igihàlquida  o dels igihàlquides (que va regnar possiblement entre el 1400 aC i el 1200 aC) va ser una dinastia d'Elam.
El seu govern es va iniciar abans del que es creia fins fa poc: era coneguda l'expedició del rei cassita de Mesopotàmia Kurigalzu II (1332-1308 aC) contra un suposat rei d'Elam anomenat Hurpatila, de resultes de la qual Igihalki hauria pres el poder cap al 1320 aC, poder que després va continuar amb sis successors entre ells el més conegut, Untash-Napirisha, i el darrer Kidin-Hutran, que va derrotar els reis cassites Enlilnadinxumi (1224 aC) i a Adadxumaiddina (1222 aC-1217 aC). Però aquesta suposició s'hagué de revisar a la llum de noves troballes (una carta escrita en accadi al Museu d'antiguitats asiàtiques de Berlín el 1986 i unes inscripcions elamites a una estàtua al Museu del Louvre). La carta era enviada per a un rei elamita (probablement Sutruk Nakhunte) on esmentava els seus drets al tron de Babilònia, i enumerava els nom de tots els reis elamites que s'havien casat amb princeses cassites i els noms dels fills nascuts d'aquestes unions (per exemple el successor d'Igihalki, Pahirishan, es va casar amb una germana o filla de Kurigalzu I (que va regnar després del 1400 aC i com a màxim fins al tomb del 1375 aC), el que implicava que la dinastia era més antiga del que es pensava. Es mencionen dos reis més, que han de ser anteriors: Kidin-Hutran, fill d'Untash-Napirisha (que per tant no pot ser el darrer Kidin-Hutran), i el seu fill Napirisha-untash; com que els fragments de l'estàtua del Louvre esmenten un altre rei Kidin-Hutran, fill de Pahirishan, que no pot ésser cap dels altres dos, hi hauria hagut tres reis d'aquest nom, dels quals del darrer no es coneix el nom del pare. Per tant, el nombre de reis de la dinastia seria més gran (deu) i encara podrien ser més, ja que la llista coneguda, el text de Shilhak-Ishishinak, en el que s'enumera als seus predecessors, només menciona als que havien restaurat el temple d'Inshushinak, i la carta de Berlín només als reis que s'havien casat amb princeses cassites. En canvi avui se sap que Hurpatila no va ser rei d'Elam sinó d'un país anomenat Elammat.
Aquesta dinastia va elamitzar Susiana: el complex religiós de Doga Zanbil (antic Dur Untash o Untash-Napirisha) és la prova d'aquesta política iniciada amb els Kidínuides. Els documents escrits en accadi comencen a ser rars, al mateix temps que es restaura el vell títol reial de "rei d'Anxan i Susa", i s'estableixen els déus elamites. Especialment notable a aquest darrer aspecte sembla que va ser l'actitud del rei Untash-Napirisha que va construir el complex religiós abans esmentat, iniciat amb una construcció de només 105 metres quadrats envoltada de temples, dedicada a la deïtat titular de Susa Inshushinak, per després fer-se més i més gran. Aquest temple antic es va destruir al construir-ne un de nou, que es dedicat a Napirisha, el principal déu d'Anxan, i a Inshushinak conjuntament. Inshushinak, després, va ser substituït per Kiririsha, déu associat de Napirisha. Després, al tombant del complex central es van construir nous temples dedicats a diferents déus del panteó elamita (Pinikir, Humban, Kirmashir i Nakhunte, del panteó d'Awan, Ruhurater i Hishmitik de Simashki, Napirisha, Kiririsha Kilah-shupir i Manzat d'Anxan) i també per divinitats de Susiana com Inshushinak, Ishmekarab, Nabu, Shamash i Adad. El complex religiós, que implicava una submissió política i religiosa de Susiana a Anxan, es va abandonar aviat; només Untash-Napirisha va deixar el seu nom gravat.
Dels successors d'Untash-Napirisha, Kidin-Hutran II i Napirisha-Untash no se'n sap res. El darrer sobirà, Kidin-Hutran III, va dirigir alguna expedició contra els reis cassites Enlilnadinxumi i Adadxumaiddina de Babilònia amb els quals abans hi havia hagut bones relacions, potser pel rebuig de la reclamació del tron de Babilònia pel seu antecessor.

## Lista de reis
- Igihalki
- Pahirishshan
- Attarkittah
- Unpahash-Napirisha
- Kidin-Hutran I
- Humban-Numena
- Untash-Napirisha
- Kidin-Hutran II
- Napirisha-Untash
- Kidin-Hutran III